# Alexandru Moisuc
Alexandru Pavel Moisuc (* 22. September 1942 in Timișoara) ist ein rumänischer Agrarwissenschaftler und vormals Rektor der Universität für Landwirtschaftliche Wissenschaften und Tiermedizin des Banats in Temeswar.

## Biographie
Moisuc wuchs in Timișoara auf, wo er die Grundschule und das Constantin-Diaconovici-Loga-Lyzeum besuchte. Nach dem Abitur 1959, studierte er an der Universität Temeswar Agrarwissenschaften und wurde nach dem Diplomexamen ab 1965 Universitätsassistent am Agronomischen Institut. Nach seiner Promotion zum Dr. agr. mit einer Dissertation zum Thema „Genmutation von Weizen“ wurde er Oberassistent (1977) und Dozent (1990). Im Jahr 1992 wurde Alexandru Moisuc zum Professor für Landwirtschaft berufen.
Er veröffentlichte 28 Bücher; 250 wissenschaftliche Fachartikel und populärwissenschaftliche Artikel sowie 25 Beiträge in internationalen Fachzeitschriften. Moisuc hat an mehr als 20 Forschungsprojekten überwiegend als Projektleiter teilgenommen.
Seit 1978 ist er Mitglied im Vorstand der Agrar-Fakultät, seit 1982 Mitglied im Senat der Universität. Von 1991 bis 2004 war er stellvertretender Dekan bzw. Dekan der Agrarfakultät. Von 2004 bis 2012 war Moisuc Rektor der Landwirtschaftlichen und Veterinärmedizinischen Universität des Banat.

## Mitgliedschaften und Ehrungen
- Mitglied in der rumänischen Gesellschaft für Biologie (seit 1990)
- Mitglied in der Gesellschaft für Biotechnologien – Künstliche Befruchtung (IVF)(seit 1992)
- Präsident des rumänischen Gheorghe Ionescu - Șișești Stiftung (1994–2002)
- Assoziiertes Mitglied der rumänischen Akademie für Landwirtschafts- und Forstwissenschaften Gheorghe Ionescu – Șișești (seit 2001)
- Ehrenmitglied des Verbandes der Futterproduzenten in Serbien und Montenegro (seit 2004)
- Doctor honoris causa der Universitatea de Vest Vasile Goldiș in Arad (2007)
- Landwirtschaftlicher Offiziersverdienstorden (2007)
- Exzellenzdiplom verschiedener rumänischer Institutionen